# Тяни-Толкай
«Тяни-Толкай» — минская группа

## История
Основана в 1999 году Андреем Зайцем, Павлом Тараймовичем и Павлом Клышевским. Группа могла прекратить своё существование, об этом говорил Павел Клышевский белорусскому телеканалу СТВ:
Дело в том, что мы самоучки. Из знакомых никого не было в шоу-бизнесе. И всегда, когда мы говорили, что мы чего-то добьёмся, над нами смеялись, включая родных, близких друзей. Никто не верил. И когда один из телеканалов вручил гран-при за год типа «Лучший клип», то батя сказал: «Ну, ладно сын». До этого он мне говорил: «Кидай дурное, иди на завод — пенсии не будет. Ты что? Какой из тебя артист?» А мы верили. Все смеялись, а мы верили.Интервью телеканалу СТВ 05.12.2011
2 октября 1999 года состоялся первый концерт группы, состоящей из троих друзей детства, группа называлась «Тяни-Толкай». Это произошло на фестивале молодых рок-групп «Первая площадка» в Минске. Летом 2000 года к группе присоединился Кирилл Клишевич. Осенью ребята отправились в свой первый тур вместе с другими молодыми коллективами. Летом 2001 компания «West Records» выпустила дебютный альбом группы, который получил название «Смеются соседи».
Осенью 2002 года на том же лейбле появляется на свет вторая пластинка артистов, получившая название «Имей в виду». Песня «Даль-чужбинушка», записанная на диске бонус-треком, стала переломным моментом в творчестве группы. Теперь стиль коллектива стали определять как дворовую лирику. Немного поэкспериментировав с альбомом ремиксов («Танцевальный», осень 2003), ребята записывают песню «3000 шагов» и выпускают одноимённый клип (осень 2004), который сразу же попал в ротацию на «Первом музыкальном». На волне успеха песни был выпущен диск «3000 шагов. Баллады» (весна 2005), в который вошли лучшие баллады из прошлых альбомов и новые песни.
На премии «Мистерия звука-2006» по результатам продаж среди белорусских исполнителей группа выиграла в номинации «Поп-альбом года» с альбомом «Как же долго я тебя искал». На премии «Мистерия звука-2007» альбом «Как же долго я тебя искал» занял 2-е место по итогам продаж в Беларуси. На премии «Мистерии звука-2008» альбом «Как же долго я тебя искал» занял 4-е место по итогам продаж в Беларуси.
Группа начала активную гастрольную деятельность, не забывая при этом записывать и экранизировать новые песни. Видеоверсии получили песни: «Наши звучат имена»(2005), «Океан тайги»(2005), «Алмаз»(2005), «Как же долго я тебя искал»(2006). Режиссёром всех клипов выступила Александра Бутор. Это были уже настоящие клипы-истории, которые очень отличались от первых безбашенных видео «Имей в виду»(2002) и «Санта-Клаус»(2002) и которые закрепили за "Тяни-Толкай" образ лирических героев, парней со своего двора. Альбом "Как же долго я тебя искал" становится настоящим бестселлером и  переиздаётся в 2008 году с добавленным новым хитом «А впереди у нас ещё вся жизнь!», тоже экранизированным (2007) и имеющим большой успех у зрителей и слушателей на концертах и в радиоэфире. Новый виток популярности коллективу принёс очередной видеоклип-хит, лирическая баллада «Нас с тобой судьба ломала»(2008). Он и до сих пор является самым популярным клипом группы с миллионами просмотров.
В 2009 году «Тяни-Толкай» снимают видео на песню «Снег», экранизировав свою самую душещипательную балладу. Клип стал самым дорогим в истории группы, так как снимался на киноплёнку и представлял собой настоящий мини-фильм от режиссёра Александры Бутор. 2010 и 2011 года квартет проводит в гастролях, а летом 2011 снимает весёлую историю в новом клипе на набирающую популярность забойную песню «Мне с тобою повезло», которая стала заглавной для нового альбома.
Группа получила национальную музыкальную премию Ліра 2012 за «Лучший музыкальный альбом» («Мне с тобою повезло»).
Группа продолжает экспериментировать со стилями и выходят успешные клипы с рэп оттенками "Легион"(2015) и "Дай мне знак"(2018), которая стала настоящим гимном поискового отряда "Ангел".
В 2020 году группа участвовала в гала-концерте «Песня года Беларуси» с очередным экспериментом, танцевальной песней "Твои глаза" .
С 2020 года вышли синглы: «Нелепица», «Она сказала Да!», «Не моя» вместе с Евгением Курасовым, «Этот бой мы слили»(версия 2022)
В январе 2022 года Кирилл Клишевич эмигрировал с семьёй в Израиль. В группе осталось три человека, три основателя.
Конец 2022 и начало 2023 ознаменовались новыми синглами "Навагоднія прымаўкі", "Молодость" вместе с рэп исполнителем RoMChe и "Яна смяецца"

## Участники
- Павел Клышевский — автор песен, вокал, гитара, бас-гитара, клавишные (1999-)
- Андрей Заяц — вокал, гитара (1999-)
- Павел Тараймович —  вокал, ударные (1999-)
- Кирилл Клишевич —  вокал, клавишные (2000—2022)

## Дискография
- 2001 — «Смеются соседи»[8]
- 2002 — «Имей в виду»[9]
- 2005 — «3.000 шагов. Баллады»[10][11]
- 2006 — «Как же долго я тебя искал» (альбом три года получал награду «Мистерии звука» в номинации бестселлеров года[4])
- 2008 — «Мы родом из спецназа» (сингл)
- 2012 — «Мне с тобой повезло»[12]
- 2016 — «20 песен (the Best)»
- 2017 — «А жизнь у меня одна» (сингл)
- 2017 — «Умдадалида» (сингл)
- 2018 — «Братья офицеры» (сингл)
- 2018 — «Вишня» / вместе со Светланой Питерской (сингл)
- 2018 — «Дай мне знак» (сингл)
- 2019 — «Это новый день» (сингл)
- 2019 — «Твои глаза» (сингл)
- 2019 — «Здравствуй опа Новый год» (сингл)
- 2020 — «Нелепица» (сингл)
- 2021 — «Она сказала: Да!» (сингл)
- 2021 — «Не моя» / вместе с Евгением Курасовым (сингл)
- 2021 — «Этот бой мы слили» (сингл)
- 2022 — «Метель» (сингл)
- 2022 — «Навагоднія прымаўкі» (сингл)
- 2023 — «Молодость» / вместе с RoMChe (сингл)
- 2023 — «Яна смяецца» (сингл)

## Достижения
| Год  | Премия         | Категория       | Номинированная работа     | Итог    |  |
| ---- | -------------- | --------------- | ------------------------- | ------- |  |
| 2007 | Мистерия Звука | Поп-альбом года | Как же долго я тебя искал | 1 место |  |